# 티튼허스트 파크

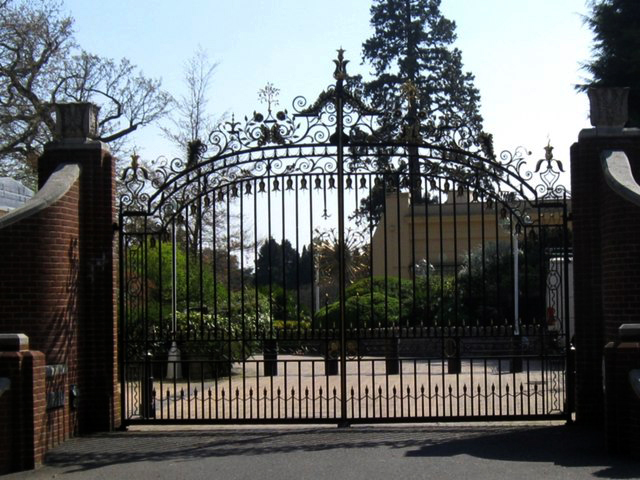
영국 버크셔 애스콧에 위치한 티튼허스트 파크의 정문

티튼허스트 파크(Tittenhurst Park)는 애스콧 근교 베거스 버쉬의 런던 로드 옆 72 에이커 (29 ha)의 대지 위에 지어진 초기 조지왕조풍의 컨트리 하우스다. 음악가 존 레논과 그의 아내 오노 요코가 1969년부터 1971년 8월까지, 그리고 링고 스타와 그의 가족이 1980년대 말까지 머무른 것으로 유명하다. 스타는 1989년 아랍에미리트의 대통령 셰이크 자이드 빈 술탄 알 나히안에게 저택을 매각했다.

## 역사
티튼허스트 파크는 약 9만 평의 대지 위에 지어진 조지왕조풍의 재저택이었다. 레논은 신시아, 줄리언 레논과 켄우드 집에서 같이 살다가 이후 몬터규 스퉤어에 있는 스타의 아파트에서 잠시 살았고, 켄우드 자택을 판 뒤 애스콧 인근 서닝힐에 있는 이 대저택을 샀다. 레논은 이 집을 사는데 14만 5,000파운드를 지불했으며 이후 집과 정원을 수리하고 개인 녹음 스튜디오를 설치하는 데에는 더 많은 돈을 썼다. 레논이 새로 이사한 지 일주일 남짓 지난 1969년 8월 22일 비틀즈는 티튼허스트에 모여 역사적인 사진을 찍었다. 이들 넷이 마지막으로 함께 모여 찍은 것이었다. "그냥 사진 촬영이었어요." 링고가 말했다. "그래, 이게 마지막 사진 촬영이야"라고 생각하지는 않았습니다." 매카트니는 이렇게 회상했다. "린다가 제 16밀리미터 카메라로 영상을 좀 찍었어요. 결국은 그게 마지막으로 찍은 필름이 되버렸죠."
한편, 티튼허스트 파크 저택 안팎과 정원 주택 주변에서 미국 사진작가 에단 러셀과 런던 신문계의 베테랑 사진기자 몬테 프레스코가 비틀즈의 사진을 찍었고 이 사진들 중 몇 장은 1970년 미국 캐피틀 레코드에서 발매된 편집 음반 《Hey Jude》의 앞면과 뒷면 커버 사진으로 쓰였다. 이 사진을 찍고 1주일 뒤, 밥 딜런이 1968년 8월 31일 아일 오브 와이트 페스티벌 공연을 마치고 레논의 버크셔 집을 방문했다. 그때가 두 음악가가 만난 마지막이었다. 레논의 자신의 솔로곡 〈Imagine〉의 뮤직비디오를 티튼허스트 파크 집 안에서 촬영했다. 그곳에서 존은 자신의 혼다 몽키 오토바이에 아들 줄리언을 태우고 다녔다. 레논은 또한 자신의 백 프로덕션 사무실 주소로 티튼허스트 파크 주소를 쓰고 애스콧 사운드 스튜디오로 부르던 자신의 스튜디오를 설치했으나 미국에서 더 많은 시간을 보내기로 결정하면서 결국 이 집을 팔기로 결정했다. 1973년, 레논은 1967년에 자신과 오노 요코에게 자신의 런던 아파트를 빌려주었던 링고 스타에게 집을 팔았고, 링고는 첫 아내 모린 콕스와 1975년 헤어지기 전까지 함께 살았다.

## 같이 보기
- 더 다코타

## 참고 문헌
- 브라이언, 사우널 (2014). 《The Beatles in 100 Objects》 [비틀즈 100]. 아트북스. ISBN 978-89-6196-172-1. 2017년 4월 25일에 확인함.